# Eviota nigrispina
Eviota nigrispina, tên thông thường là blackspine dwarfgoby, là một loài cá biển thuộc chi Eviota trong họ Cá bống trắng. Loài này được mô tả lần đầu tiên vào năm 2010.

## Từ nguyên
Từ nigrispina trong danh pháp của E. nigrispina được ghép từ 2 âm tiết trong tiếng Latinh: nigra ("màu đen") và spina ("xương sống"), ám chỉ sắc đen dọc theo xương sống của loài cá này.

## Phạm vi phân bố và môi trường sống
E. nigrispina được tìm thấy ở vùng biển ngoài khơi Tây Papua (Indonesia) và một số hòn đảo thuộc quần đảo Ryukyu (Nhật Bản). Loài cá này được thu thập ở độ sâu khoảng từ 6 đến 20 m.

## Mô tả
Chiều dài cơ thể tối đa được ghi nhận ở E. nigrispina là 1,5 cm. Cơ thể trong mờ với một dải sọc đen bên dưới da, trải dài dọc theo xương sống, từ sau mắt đến gốc vây đuôi. Dải đen này có một đường cong màu vàng kim từ sau mắt xuống đến dưới bụng. Thân dưới có một sọc đen viền bạc dọc theo bụng. Vảy có viền đỏ ở thân trên và viền đen ở thân dưới. Mõm và má có màu đỏ. Mống mắt màu vàng kim, bao quanh bởi các vạch màu đỏ và đen. Các chấm đen nhỏ xuất hiện trên màng vây lưng, vây hậu môn và vây đuôi.
Số gai ở vây lưng: 7; Số tia vây ở vây lưng: 8; Số gai ở vây hậu môn: 1; Số tia vây ở vây hậu môn: 7; Số tia vây ở vây ngực: 15 - 16.